# Nekrolog September 2024
Nekrolog
◄◄
| ◄
| 2020
| 2021
| 2022
| 2023
| 2024 | 2025
Januar |
Februar |
März |
April |
Mai |
Juni |
Juli |
August |
September |
Oktober |
November |
Dezember 2024
Weitere Ereignisse | Allgemeiner Nekrolog 2024
Die Beschreibung der verstorbenen Person sollte so kurz wie möglich gehalten sein und nur deren signifikante Tätigkeit(en) enthalten.
Neue Namen ggf. auch unter dem Geburts- und Sterbedatum, also etwa unter 1. Januar und im Geburts- und Sterbejahr (2024) eintragen (nur bei entsprechender großer Wichtigkeit). Für Beispiele siehe die schon vorhandenen Artikel.
Außerdem über die fünf zuletzt Verstorbenen, zu denen es einen ausreichend guten Artikel für eine Präsentation auf der Hauptseite gibt, nach der todesbedingten Überarbeitung der Artikel ggf. auch unter Wikipedia Diskussion:Hauptseite informieren und sie am besten auch in den anderen Wikipedia-Sprachversionen eintragen. Tipp: Regelmäßig bei news.google.de nach „ist tot“, „gestorben“ oder „verstorben“ suchen.
Wenn eine Person gestorben ist, gibt es viele Seiten zu dieser Person in der Wikipedia, die davon auch betroffen sind und entsprechend aktualisiert werden müssen. Beispiele: Namenübersichtsseite, Geburtsjahr, Geburtsort-Seiten und viele mehr.
Wie finde ich die betroffenen Seiten?
Im Suchfeld auf der linken Seite gibt man den Suchbegriff so ein: „Vorname Nachname“. Dann klickt man auf Volltext und alle Seiten mit entsprechendem Suchtext werden aufgerufen. Hier sieht man dann schnell, wo auch das Todesjahr Sinn macht oder sogar ein Teil des Artikels angepasst werden muss. Auch hilft das „Werkzeug“ auf der linken Seite sehr gut, um solche Seiten aufzufinden: „Links auf diese Seite“. Somit ist die Wikipedia wieder aktuell in allen Bereichen! Hinweis: bei Eintragung der Kategorie „Gestorben JAHR“ wird der Missbrauchsfilter 49 ausgelöst, was jedoch nicht schlimm ist. Siehe: Spezial:Missbrauchsfilter/49
Dies ist eine Liste von im September 2024 verstorbenen bekannten Persönlichkeiten. Die Einträge erfolgen innerhalb der einzelnen Daten alphabetisch sortiert. Tiere sind im Nekrolog für Tiere zu finden.

## September
Bearbeitungshinweis: Neue Todesfälle bitte absteigend nach Tagen geordnet eintragen. Die Todesfälle desselben Tages bitte in alphabetischer Reihenfolge einfügen.
| Tag           | Name                               | Beruf, bekannt als                                                                  | Alter | Beleg |
| ------------- | ---------------------------------- | ----------------------------------------------------------------------------------- | ----- | ----- |
| 30. September | Werner Abraham                     | österreichischer Sprachwissenschaftler und Hochschullehrer                          | 88    |       |
| 30. September | David Aradeon                      | nigerianischer Architekt, Städteplaner und Kurator                                  | 90    |       |
| 30. September | Hieronymus Herculanus Bumbun       | indonesischer Erzbischof                                                            | 87    |       |
| 30. September | Daniel Chanoch                     | israelischer Holocaustüberlebender und Zeitzeuge                                    | 92    |       |
| 30. September | Gavin Creel                        | US-amerikanischer Schauspieler                                                      | 48    |       |
| 30. September | Wolfgang Engelmann                 | deutscher Flottillenadmiral                                                         | 87    |       |
| 30. September | Bob Foster                         | US-amerikanischer Animator, Storyboard-Artist und Comicautor                        | 81    |       |
| 30. September | Dikembe Mutombo                    | kongolesisch-US-amerikanischer Basketballspieler                                    | 58    |       |
| 30. September | Peter Opsvik                       | norwegischer Möbeldesigner                                                          | 85    |       |
| 30. September | Humberto Ortega                    | nicaraguanischer Guerillero und Politiker                                           | 77    |       |
| 30. September | Ken Page                           | US-amerikanischer Schauspieler und Sänger                                           | 70    |       |
| 30. September | Jacques Réda                       | französischer Schriftsteller                                                        | 95    |       |
| 30. September | Pete Rose                          | US-amerikanischer Baseballspieler                                                   | 83    |       |
| 30. September | Erhard Scherner                    | deutscher Schriftsteller                                                            | 95    |       |
| 30. September | Ron Steens                         | niederländischer Hockeyspieler                                                      | 72    |       |
| 30. September | Dan Tichon                         | israelischer Politiker                                                              | 87    |       |
| 30. September | Adelio Tomasin                     | italienisch-brasilianischer Bischof                                                 | 94    |       |
| 30. September | Gabriele Vonnekold                 | deutsche Politikerin                                                                | 72    |       |
| 30. September | Ilse Walther-Dulk                  | deutsche Bibliothekswissenschaftlerin, Autorin und Übersetzerin                     | 103   |       |
| 30. September | Robert Watts                       | britischer Filmproduzent                                                            | 86    |       |
| 29. September | Warren Benbow                      | US-amerikanischer Jazzmusiker                                                       | 69    |       |
| 29. September | Ron Ely                            | US-amerikanischer Schauspieler                                                      | 86    |       |
| 29. September | Richard S. Hamilton                | US-amerikanischer Mathematiker                                                      | 81    |       |
| 29. September | Faina Michailowna Kirillowa        | sowjetisch-belarussische Mathematikerin                                             | 93    |       |
| 29. September | Heinz-Uwe Küenle                   | deutscher Mathematiker                                                              | 76    |       |
| 29. September | Martin Lee                         | britischer Sänger                                                                   | 77    |       |
| 29. September | Stojka Milanowa                    | bulgarische Violinistin und Musikpädagogin                                          | 79    |       |
| 29. September | Christa Milke                      | deutsche Autorin und Künstlerin                                                     | 74    |       |
| 29. September | Rohan de Saram                     | britischer Cellist                                                                  | 85    |       |
| 28. September | Raschad Abu Schawir                | palästinensischer Autor                                                             | 82    |       |
| 28. September | Hugo Barrantes Ureña               | costa-ricanischer Erzbischof                                                        | 88    |       |
| 28. September | Winfield Dunn                      | US-amerikanischer Politiker und Geschäftsmann                                       | 97    |       |
| 28. September | Drake Hogestyn                     | US-amerikanischer Schauspieler                                                      | 70    |       |
| 28. September | Kris Kristofferson                 | US-amerikanischer Country-Sänger, Songwriter und Schauspieler                       | 88    |       |
| 28. September | Glauco Mauri                       | italienischer Schauspieler und Regisseur                                            | 93    |       |
| 28. September | Alexandre do Nascimento            | angolanischer Kardinal                                                              | 99    |       |
| 28. September | Nabil Qaouk                        | libanesischer Geistlicher und Hisbollah-Führer                                      | 60    |       |
| 28. September | Jacques Teugels                    | belgischer Fußballspieler                                                           | 78    |       |
| 27. September | Wolfgang Altgeld                   | deutscher Historiker                                                                | 73    |       |
| 27. September | Đuro Deželić                       | jugoslawischer bzw. kroatischer Medizininformatiker und Diplomat                    | 89    |       |
| 27. September | Clive Everton                      | walisischer Snookerkommentator, -spieler, Journalist und Autor                      | 87    |       |
| 27. September | Wolfgang Feindt                    | deutscher Fernsehredakteur und Filmproduzent                                        | 60    |       |
| 27. September | Muriel Furrer                      | Schweizer Radsportlerin                                                             | 18    |       |
| 27. September | Jürgen Lambert                     | deutscher Politiker                                                                 | 88    |       |
| 27. September | John D. C. Little                  | US-amerikanischer Wirtschaftsmathematiker und Marketingwissenschaftler              | 96    |       |
| 27. September | Klaus Manchen                      | deutscher Schauspieler und Hörspielsprecher                                         | 87    |       |
| 27. September | John McNeil                        | US-amerikanischer Jazztrompeter                                                     | 76    |       |
| 27. September | Siegfried Müller                   | deutscher Prediger                                                                  | 89    |       |
| 27. September | Hassan Nasrallah                   | libanesischer Milizenführer, Kleriker und Politiker                                 | 64    |       |
| 27. September | Abbas Nilforoushan                 | iranischer Brigadegeneral                                                           | ≈58   |       |
| 27. September | Prenses Fazıla                     | türkische Angehörige des osmanischen Herrscherhauses                                | 83    |       |
| 27. September | Pit Passarell                      | argentinisch-brasilianischer Metal-Bassist und -Sänger                              | 56    |       |
| 27. September | Maggie Smith                       | britische Schauspielerin                                                            | 89    |       |
| 27. September | Hans-Günther Sonntag               | deutscher Mikrobiologe                                                              | 86    |       |
| 27. September | Reijo Vähälä                       | finnischer Leichtathlet                                                             | 78    |       |
| 26. September | John Ashton                        | US-amerikanischer Schauspieler                                                      | 76    |       |
| 26. September | Bas van Belle                      | niederländischer Radsportler                                                        | 24    |       |
| 26. September | Sören Börjesson                    | schwedischer Fußballspieler                                                         | 68    |       |
| 26. September | Michel Carrega                     | französischer Sportschütze                                                          | 90    |       |
| 26. September | Iossif Chriplowitsch               | sowjetischer bzw. russischer Physiker                                               | 87    |       |
| 26. September | Armando Freitas Filho              | brasilianischer Dichter                                                             | 84    |       |
| 26. September | Winfried Frey                      | deutscher Mediävist und Antisemitismusforscher                                      | 83    |       |
| 26. September | Martin Horstmeier                  | deutscher Landwirt und Politiker                                                    | 95    |       |
| 26. September | Günter Kröber                      | deutscher Jurist und Politiker                                                      | 96    |       |
| 26. September | Andrés Vázquez de Sola             | spanischer Journalist, Karikaturist und Zeichner                                    | 97    |       |
| 26. September | Willem van Manen                   | niederländischer Jazz-Posaunist                                                     | 84    |       |
| 26. September | Joe Wolf                           | US-amerikanischer Basketballspieler                                                 | 59    |       |
| 26. September | Klaus J. Zink                      | deutscher Wirtschaftswissenschaftler                                                | 77    |       |
| 25. September | Anders Bergman                     | schwedischer Eishockeytorwart                                                       | 61    |       |
| 25. September | Leonard Compagno                   | US-amerikanischer Meeresbiologe                                                     | 80    |       |
| 25. September | Ole Frie                           | dänischer Manager                                                                   | 80    |       |
| 25. September | Anton Fürst                        | österreichischer Politiker                                                          | 84    |       |
| 25. September | Didier Kaminka                     | französischer Regisseur, Drehbuchautor und Schauspieler                             | 81    |       |
| 25. September | Roman Madjanow                     | sowjetischer bzw. russischer Schauspieler                                           | 62    |       |
| 25. September | John Warwick Montgomery            | US-amerikanischer Theologe, Anwalt und Autor                                        | 92    |       |
| 25. September | Werner Reiss                       | österreichischer Theologe                                                           | 83    |       |
| 25. September | Vassula Rydén                      | ägyptische Autorin                                                                  | 82    |       |
| 25. September | Helmut Schmale                     | deutscher Pfarrer und Autor                                                         | 90    |       |
| 25. September | Giacinto Scoles                    | italienisch-amerikanischer Physikochemiker                                          | 89    |       |
| 25. September | Grzegorz Tuderek                   | polnischer Politiker                                                                | 86    |       |
| 24. September | Nesbitt Blaisdell                  | US-amerikanischer Schauspieler                                                      | 95    |       |
| 24. September | Jean Chélini                       | französischer Historiker                                                            | 93    |       |
| 24. September | Ramón Espinosa Martín              | kubanischer Militär und Politiker                                                   | 85    |       |
| 24. September | Francis Fox                        | kanadischer Politiker                                                               | 85    |       |
| 24. September | Pierre-William Glenn               | französischer Kameramann                                                            | 80    |       |
| 24. September | Kenneth Charles Howard             | britischer Musikproduzent und Komponist                                             | 84    |       |
| 24. September | Klaus Hupe                         | deutscher Chirurg                                                                   | 95    |       |
| 24. September | Amadou-Mahtar M'Bow                | senegalesischer Politiker                                                           | 103   |       |
| 24. September | Brigitte Martha Moser              | Schweizer Schmuckdesignerin                                                         | 78    |       |
| 24. September | Walter David Neumann               | britischer Mathematiker                                                             | 78    |       |
| 24. September | Ralph Norwid Schindler             | deutscher Chemiker                                                                  | 93    |       |
| 24. September | Hermann Selbherr                   | deutscher Sportfunktionär                                                           | 90    |       |
| 24. September | Michael Sladek                     | deutscher Arzt, Umweltaktivist und Unternehmer                                      | 77    |       |
| 24. September | Elio Tinti                         | italienischer Bischof                                                               | 88    |       |
| 24. September | Arnold Tölg                        | deutscher Politiker                                                                 | 89    |       |
| 24. September | Margot Wegener                     | deutsche Ausdruckstänzerin                                                          | 101   |       |
| 23. September | Fernand Fox                        | luxemburgischer Schauspieler                                                        | 90    |       |
| 23. September | Robert Aymar                       | französischer Physiker                                                              | 88    |       |
| 23. September | David Curson                       | US-amerikanischer Politiker                                                         | 75    |       |
| 23. September | Gary Reineke                       | kanadischer Schauspieler                                                            | 84    |       |
| 23. September | Mike Elliott                       | US-amerikanischer Skilangläufer                                                     | 82    |       |
| 23. September | Murray Greenfield                  | israelischer Schriftsteller und Verleger                                            | 98    |       |
| 23. September | Anwar Hussein                      | britischer Fotojournalist und Autor                                                 | 85    |       |
| 23. September | Rupert Keegan                      | britischer Automobilrennfahrer                                                      | 69    |       |
| 23. September | Wolfgang Kühlwein                  | deutscher Anglist und Linguist                                                      | 84    |       |
| 23. September | Hadelin de La Tour du Pin          | französischer Diplomat                                                              | 73    |       |
| 23. September | Norbert Lohfink                    | deutscher Bibelwissenschaftler                                                      | 96    |       |
| 23. September | Rudolf Schabus                     | österreichischer Sporttraumatologe und Unfallmediziner                              | 70    |       |
| 23. September | Hermann Wohlgschaft                | deutscher Theologe und Autor                                                        | 80    |       |
| 22. September | Humberto Álvarez López             | kolumbianischer Ornithologe                                                         | 81    |       |
| 22. September | Paul „Cripple“ Bakija              | US-amerikanischer Punk-Gitarrist                                                    | ≈59   |       |
| 22. September | Fania Brancovskaja                 | litauische Partisanin und Holocaust-Überlebende                                     | 102   |       |
| 22. September | Max Cresswell                      | neuseeländischer Philosoph und Logiker                                              | 84    |       |
| 22. September | Zbigniew Czarnuch                  | polnischer Heimatkundler                                                            | 94    |       |
| 22. September | Brian Huggett                      | britischer Golfspieler                                                              | 87    |       |
| 22. September | Fredric Jameson                    | US-amerikanischer Literaturkritiker und -theoretiker                                | 90    |       |
| 22. September | Gotthard Jasper                    | deutscher Historiker und Politologe                                                 | 89    |       |
| 22. September | Ján Michalko                       | tschechoslowakischer bzw. slowakischer Skilangläufer                                | 76    |       |
| 22. September | Achim Szepanski                    | deutscher Labelbetreiber und Schriftsteller                                         | 67    |       |
| 21. September | Barbara Metselaar Berthold         | deutsche Fotografin                                                                 | ≈73   |       |
| 21. September | Reinhart Bindseil                  | deutscher Diplomat                                                                  | 89    |       |
| 21. September | Michael Brix                       | deutscher Kunsthistoriker                                                           | 83    |       |
| 21. September | Jacques de Groote                  | belgischer Finanzier und Bankier                                                    | 97    |       |
| 21. September | Benny Golson                       | US-amerikanischer Jazzsaxophonist, -komponist und -arrangeur                        | 95    |       |
| 21. September | Bärbel Meurer                      | deutsche Soziologin                                                                 | 80    |       |
| 21. September | Ren Jianxin                        | chinesischer Richter und Politiker                                                  | 99    |       |
| 21. September | Tom Spanbauer                      | US-amerikanischer Schriftsteller                                                    | 78    |       |
| 20. September | Ibrahim Aqil                       | libanesischer Milizionär und Terrorist                                              | 64    |       |
| 20. September | Józef Bachórz                      | polnischer Literaturhistoriker                                                      | 90    |       |
| 20. September | William W. Crouch                  | US-amerikanischer General                                                           | 83    |       |
| 20. September | Daniel J. Evans                    | US-amerikanischer Politiker                                                         | 98    |       |
| 20. September | Christoph Maria Fröhder            | deutscher Journalist                                                                | 81    |       |
| 20. September | Artashes Geghamyan                 | armenischer Politiker                                                               | 74    |       |
| 20. September | David Graham                       | britischer Schauspieler                                                             | 99    |       |
| 20. September | Kathryn Grant                      | US-amerikanische Schauspielerin                                                     | 90    |       |
| 20. September | Bernhard Großfeld                  | deutscher Rechtswissenschaftler                                                     | 90    |       |
| 20. September | Jarich Freark Hoekstra             | niederländischer Frisist                                                            | 68    |       |
| 20. September | Franz Inselkammer                  | deutscher Braumeister und Unternehmer                                               | 88    |       |
| 20. September | Pavel Klener                       | tschechischer Krebsforscher und Politiker                                           | 87    |       |
| 20. September | Victor Norman                      | norwegischer Ökonom und Politiker                                                   | 78    |       |
| 20. September | Kittipong Pathomsuk                | thailändischer Fußballspieler                                                       | 29    |       |
| 20. September | Kaviyoor Ponnamma                  | indische Schauspielerin                                                             | 79    |       |
| 20. September | Kim Richmond                       | US-amerikanischer Jazzmusiker                                                       | 84    |       |
| 20. September | Sayuri                             | japanische Singer-Songwriterin                                                      | 28    |       |
| 20. September | Karl Schwinke                      | deutscher Politiker                                                                 | 74    |       |
| 20. September | Jon Svendsen                       | US-amerikanischer Wasserballspieler                                                 | 70    |       |
| 20. September | Cleo Sylvestre                     | britische Schauspielerin                                                            | 79    |       |
| 20. September | Randy West                         | US-amerikanischer Pornodarsteller                                                   | 76    |       |
| 19. September | Ralph Abraham                      | US-amerikanischer Mathematiker                                                      | 88    |       |
| 19. September | Jay J. Armes                       | US-amerikanischer Privatdetektiv                                                    | 92    |       |
| 19. September | Loredana Martinez                  | italienische Schauspielerin                                                         | 77    |       |
| 19. September | Wiktorija Roschtschyna             | ukrainische Journalistin                                                            | 27    |       |
| 19. September | Bruno Sacco                        | italienisch-deutscher Konstrukteur und Designer                                     | 90    |       |
| 19. September | Stefan Verwey                      | niederländischer Comicautor und Cartoonist                                          | 78    |       |
| 18. September | Peter Becker                       | deutscher Rechtsanwalt                                                              | 83    |       |
| 18. September | Juan Brujo                         | US-amerikanischer Sänger                                                            | 61    |       |
| 18. September | Ursel Brunner                      | deutsche Schwimmerin                                                                | 83    |       |
| 18. September | Dilon Djindji                      | mosambikanischer Musiker                                                            | 97    |       |
| 18. September | Gerhard Fulda                      | deutscher Jurist und Diplomat                                                       | 85    |       |
| 18. September | Herbert Graedtke                   | deutscher Schauspieler, Regisseur und Sprecherzieher                                | 82    |       |
| 18. September | Nick Gravenites                    | US-amerikanischer Sänger, Songschreiber und Produzent                               | 85    |       |
| 18. September | Cordula Güdemann                   | deutsche Malerin und Zeichnerin                                                     | 68    |       |
| 18. September | Erwin Hentschel                    | deutscher Zoologe                                                                   | 90    |       |
| 18. September | Anton Hofherr                      | deutscher Eishockeyspieler                                                          | 76    |       |
| 18. September | Zulya Kamalova                     | russisch-australische Sängerin                                                      | 55    |       |
| 18. September | David Korda                        | britischer Produzent                                                                | 87    |       |
| 18. September | Klaus Kreimeier                    | deutscher Publizist und Medienwissenschaftler                                       | 85    |       |
| 18. September | Annick Le Thomas                   | französische Botanikerin                                                            | 88    |       |
| 18. September | Malcolm Mitchell-Thomson           | britischer Peer                                                                     | 86    |       |
| 18. September | Karlheinz Rösener                  | deutscher Industriemanager                                                          | 91    |       |
| 18. September | Salvatore Schillaci                | italienischer Fußballspieler                                                        | 59    |       |
| 18. September | Klaus Schwarze                     | deutscher Sportjournalist                                                           | 83    |       |
| 18. September | Rudi Schweikert                    | deutscher Schriftsteller und Publizist                                              | 72    |       |
| 18. September | Tony Soper                         | britischer Autor, Rundfunkmacher und Naturforscher                                  | 95    |       |
| 18. September | Stephan Wittwer                    | Schweizer Musiker                                                                   | 71    |       |
| 18. September | Rolf Wolfshohl                     | deutscher Radrennfahrer                                                             | 85    |       |
| 17. September | Evin Aghassi                       | iranisch-US-amerikanischer Sänger                                                   | 78    |       |
| 17. September | Werner Bernreuther                 | deutscher Schauspieler, Liedermacher, Schriftsteller, Nachdichter, Maler und Lektor | 82    |       |
| 17. September | Magda De Galan                     | belgische Politikerin                                                               | 77    |       |
| 17. September | Nelson DeMille                     | US-amerikanischer Schriftsteller                                                    | 81    |       |
| 17. September | Tony Haynes                        | britischer Jazz- und Theatermusiker                                                 | 83    |       |
| 17. September | Rise Kagona                        | simbabwischer Musiker                                                               | 62    |       |
| 17. September | Franz Lörch                        | deutscher Organist                                                                  | 88    |       |
| 17. September | César Martins de Oliveira          | brasilianischer Fußballspieler                                                      | 68    |       |
| 17. September | Christoph Müller                   | deutscher Verleger, Kunstsammler und Mäzen                                          | 86    |       |
| 17. September | Jean Roberts                       | australische Leichtathletin                                                         | 81    |       |
| 17. September | J. D. Souther                      | US-amerikanischer Countryrock-Musiker, Singer-Songwriter und Schauspieler           | 78    |       |
| 16. September | Peter Brenner                      | deutscher Theaterintendant, Opernregisseur und -übersetzer                          | 94    |       |
| 16. September | Paul-André Cadieux                 | schweizerisch-kanadischer Eishockeyspieler und -trainer                             | 77    |       |
| 16. September | Katharina Deppert                  | deutsche Juristin                                                                   | 83    |       |
| 16. September | Robert Dill-Bundi                  | Schweizer Radsportler                                                               | 65    |       |
| 16. September | Peter Green                        | britischer Journalist, Autor und Historiker                                         | 99    |       |
| 16. September | Günther Steffen Henrich            | deutscher Neogräzist                                                                | 86    |       |
| 16. September | Eikō Hosoe                         | japanischer Fotograf und Filmproduzent                                              | 91    |       |
| 16. September | Rolf Kuhnert                       | deutscher Pianist und Komponist                                                     | 92    |       |
| 16. September | Barbara Leigh-Hunt                 | britische Schauspielerin                                                            | 88    |       |
| 16. September | Darl McBride                       | US-amerikanischer Manager                                                           | 64    |       |
| 16. September | Paul Linford Richards              | US-amerikanischer Astrophysiker                                                     | 90    |       |
| 16. September | Heinrich Christian Rust            | deutscher Theologe                                                                  | 71    |       |
| 16. September | Gary Shaw                          | englischer Fußballspieler                                                           | 63    |       |
| 16. September | Song Binbin                        | chinesische Rotgardistin                                                            | 77    |       |
| 16. September | Ruth Stöbling                      | deutsche Übersetzerin und Dolmetscherin                                             | 86    |       |
| 16. September | Thomas Wallner                     | Schweizer Historiker und Politiker                                                  | 85    |       |
| 16. September | Yeshey Zimba                       | bhutanischer Politiker                                                              | 73    |       |
| 15. September | Alexander Baryschnikow             | sowjetischer Leichtathlet                                                           | 75    |       |
| 15. September | Jack D. Ives                       | britisch-kanadischer Geograph und Gebirgsforscher                                   | 92    |       |
| 15. September | Tito Jackson                       | US-amerikanischer Sänger und Gitarrist                                              | 70    |       |
| 15. September | Elias Khoury                       | libanesischer Schriftsteller und Journalist                                         | 76    |       |
| 15. September | Wilfried K. Kovacsovics            | österreichischer Archäologe                                                         | 71    |       |
| 15. September | Heinrich Kuttruff                  | deutscher Physiker                                                                  | 94    |       |
| 15. September | Basil Harry Losten                 | US-amerikanischer Bischof                                                           | 94    |       |
| 15. September | Fredy Meyer                        | deutscher Historiker                                                                | 79    |       |
| 15. September | Roli Mosimann                      | schweizerisch-US-amerikanischer Schlagzeuger und Musikproduzent                     | 68    |       |
| 15. September | Gheorghe Mulțescu                  | rumänischer Fußballspieler und -trainer                                             | 72    |       |
| 15. September | Nikolaus Piper                     | deutscher Journalist                                                                | 72    |       |
| 15. September | Friedrich Rapp                     | deutscher Philosoph                                                                 | 92    |       |
| 15. September | Norbert Reichling                  | deutscher Erwachsenenbildner                                                        | 71    |       |
| 15. September | Valentin Samungi                   | rumänischer Handballspieler, -trainer und Sportfunktionär                           | 82    |       |
| 15. September | Danilo Silvestrin                  | italienischer Architekt und Designer                                                | 82    |       |
| 15. September | Ernst Spengler                     | Schweizer Psychotherapeut                                                           | 88    |       |
| 15. September | Peter Tschiene                     | deutscher Sportwissenschaftler und Leichtathletiktrainer                            | 89    |       |
| 14. September | Berit Ås                           | norwegische Sozialpsychologin und Politikerin                                       | 96    |       |
| 14. September | Regina Becker-Schmidt              | deutsche Soziologin                                                                 | 87    |       |
| 14. September | Christian Blochwitz                | deutscher Physiker                                                                  | 81    |       |
| 14. September | Otis Davis                         | US-amerikanischer Leichtathlet                                                      | 92    |       |
| 14. September | Jean-Michel Dupuis                 | französischer Schauspieler                                                          | 69    |       |
| 14. September | David Jaffin                       | deutscher Prediger, Pfarrer und Publizist                                           | 87    |       |
| 14. September | Véra Kundera                       | tschechisch-französische Rundfunk- und Fernsehredakteurin sowie Literaturagentin    | 88    |       |
| 14. September | Ule Lammert                        | deutscher Städteplaner und Architekt                                                | 98    |       |
| 14. September | Juan López                         | honduranischer Umweltschützer                                                       | 46    |       |
| 14. September | Dschabir Mubarak al-Hamad as-Sabah | kuwaitischer Politiker                                                              | 82    |       |
| 14. September | Luca Salvadori                     | italienischer Motorradrennfahrer                                                    | 32    |       |
| 14. September | Helmut Schober                     | österreichischer Maler und Performance-Künstler                                     | 77    |       |
| 14. September | Eberhard Schulte-Wissermann        | deutscher Jurist und Politiker                                                      | 81    |       |
| 14. September | Sieglinde Seele                    | deutsche Denkmalforscherin                                                          | 81    |       |
| 14. September | Roland Vaubel                      | deutscher Ökonom                                                                    | 76    |       |
| 14. September | Olaf Werner                        | deutscher Rechtswissenschaftler                                                     | 85    |       |
| 13. September | Franca Bettoia                     | italienische Schauspielerin                                                         | 88    |       |
| 13. September | Tommy Cash                         | US-amerikanischer Country-Sänger und Musiker                                        | 84    |       |
| 13. September | Jens Dobler                        | deutscher Historiker, Autor und Herausgeber                                         | 59    |       |
| 13. September | Frank Engelhardt                   | deutscher Schauspieler, Synchronsprecher, Regisseur und Moderator                   | 78    |       |
| 13. September | Wolfgang Gerhardt                  | deutscher Politiker                                                                 | 80    |       |
| 13. September | Pravin Gordhan                     | südafrikanischer Politiker                                                          | 75    |       |
| 13. September | Victor Halberstadt                 | niederländischer Wirtschaftswissenschaftler                                         | 85    |       |
| 13. September | Werner Hösl                        | deutscher Fußballspieler                                                            | 77    |       |
| 13. September | Edward James Slattery              | US-amerikanischer Bischof                                                           | 84    |       |
| 13. September | Anja Jantschik                     | deutsche Schriftstellerin und Journalistin                                          | 55    |       |
| 13. September | Milda Vainiutė                     | litauische Rechtswissenschaftlerin und Politikerin                                  | 61    |       |
| 12. September | Helmut Diederich                   | deutscher Wirtschaftswissenschaftler                                                | 96    |       |
| 12. September | Joseph G. Gall                     | US-amerikanischer Zoologe und Zellbiologe                                           | 96    |       |
| 12. September | Karl-Heinz Goldau                  | deutscher Fußballspieler                                                            | 83    |       |
| 12. September | John Haglelgam                     | mikronesischer Politiker                                                            | 75    |       |
| 12. September | Reinhard Hartmann                  | österreichischer Linguist, Lexikograf und Hochschullehrer                           | 86    |       |
| 12. September | Jean-Claude Henry                  | französischer Komponist                                                             | 89    |       |
| 12. September | Olaf Kübler                        | deutscher Jazzmusiker                                                               | 87    |       |
| 12. September | Wassylij Medwit                    | ukrainischer Bischof                                                                | 75    |       |
| 12. September | Jürgen Messensee                   | österreichischer Künstler                                                           | 88    |       |
| 12. September | Frank Oberle                       | kanadischer Politiker                                                               | 92    |       |
| 11. September | Walter Alich                       | deutscher Schauspieler und Synchronsprecher                                         | 69    |       |
| 11. September | Vesna Butorac                      | jugoslawische Balletttänzerin                                                       | 81    |       |
| 11. September | Kenneth Cope                       | britischer Schauspieler                                                             | 93    |       |
| 11. September | Alexander Dückers                  | deutscher Kunsthistoriker                                                           | 85    |       |
| 11. September | Alberto Fujimori                   | peruanischer Politiker                                                              | 86    |       |
| 11. September | Steve Gregg                        | US-amerikanischer Schwimmer                                                         | 68    |       |
| 11. September | Josef Helbling                     | Schweizer Radrennfahrer                                                             | 89    |       |
| 11. September | Peter Klashorst                    | niederländischer Fotograf, Bildhauer und Maler                                      | 67    |       |
| 11. September | Chad McQueen                       | US-amerikanischer Schauspieler                                                      | 63    |       |
| 11. September | Frank Misson                       | australischer Cricketspieler                                                        | 85    |       |
| 11. September | Joe Schmidt                        | US-amerikanischer American-Football-Spieler und -Trainer                            | 92    |       |
| 11. September | Olaf Schmidt                       | deutscher Holzbiologe                                                               | 80    |       |
| 11. September | Hans-Georg Simmgen                 | deutscher Schauspieler und Regisseur                                                | 91    |       |
| 11. September | Nikolai Swanidse                   | russischer Fernsehjournalist                                                        | 69    |       |
| 10. September | Tina McElroy Ansa                  | US-amerikanische Schriftstellerin und Journalistin                                  | 74    |       |
| 10. September | Frankie Beverly                    | US-amerikanischer Soul- und Funkmusiker                                             | 77    |       |
| 10. September | Roberto Challe                     | peruanischer Fußballspieler                                                         | 77    |       |
| 10. September | Yankuba Colley                     | gambischer Politiker                                                                | 64    |       |
| 10. September | Michaela DePrince                  | sierra-leonisch-US-amerikanische Balletttänzerin                                    | 29    |       |
| 10. September | Dusko Doder                        | US-amerikanischer Journalist                                                        | 87    |       |
| 10. September | Arthur Edgehill                    | US-amerikanischer Jazz-Schlagzeuger                                                 | 98    |       |
| 10. September | Gerhard Garweg                     | deutscher Mediziner                                                                 | 95    |       |
| 10. September | Hermann Goßmann                    | deutscher Geograph                                                                  | 85    |       |
| 10. September | Jim Sasser                         | US-amerikanischer Politiker und Diplomat                                            | 87    |       |
| 10. September | Friedrich Schreiber                | deutscher Journalist und Publizist                                                  | 92    |       |
| 9. September  | Anatolii Andreiev                  | ukrainisch-deutscher Werkstoffwissenschaftler                                       | 34    |       |
| 9. September  | Carlos Bielicki                    | argentinischer Schachspieler                                                        | 84    |       |
| 9. September  | Hermann Brandstätter               | österreichischer Psychologe                                                         | 94    |       |
| 9. September  | John Cassaday                      | US-amerikanischer Comiczeichner                                                     | 52    |       |
| 9. September  | Marcello De Dorigo                 | italienischer Skilangläufer                                                         | 87    |       |
| 9. September  | James Earl Jones                   | US-amerikanischer Schauspieler                                                      | 93    |       |
| 9. September  | Olaf Koob                          | deutscher Arzt und Buchautor                                                        | 81    | Foto  |
| 9. September  | Hubert Laitko                      | deutscher Wissenschaftshistoriker und Wissenschaftstheoretiker                      | 89    |       |
| 9. September  | Ivar Sagmo                         | norwegischer Literaturwissenschaftler                                               | 83    |       |
| 9. September  | Friedrich Schorlemmer              | deutscher Theologe und Bürgerrechtler                                               | 80    |       |
| 9. September  | Jürgen Schwandt                    | deutscher Kapitän, Kolumnist und Blogger                                            | 88    |       |
| 9. September  | Karen Swassjan                     | armenischer Philosoph und Autor                                                     | 76    |       |
| 9. September  | Jeffrey Titford                    | britischer Politiker                                                                | 90    |       |
| 9. September  | Caterina Valente                   | italienische Sängerin, Tänzerin, Gitarristin, Schauspielerin und Entertainerin      | 93    |       |
| 8. September  | Ladislav Chvalkovský               | tschechischer Rock-Bassist und -sänger                                              | 80    |       |
| 8. September  | Theodor Hauschild                  | deutscher Bauforscher                                                               | 95    |       |
| 8. September  | Günter Henrion                     | deutscher Chemiker                                                                  | 91    |       |
| 8. September  | Uwe-Jens Jürgensen                 | deutscher Internist                                                                 | 82    |       |
| 8. September  | İlkan Karaman                      | türkischer Basketballspieler                                                        | 34    |       |
| 8. September  | Lutz Kowalewski                    | deutscher Musiker                                                                   | 64    |       |
| 8. September  | Alexander Masljakow                | russischer Fernsehmoderator                                                         | 82    |       |
| 8. September  | Maxwell E. McCombs                 | US-amerikanischer Kommunikationswissenschaftler                                     | 85    |       |
| 8. September  | Zoot Money                         | britischer Blues- und Rockmusiker                                                   | 82    |       |
| 8. September  | Astrid Schirmer                    | deutsche Opernsängerin                                                              | 81    |       |
| 8. September  | Arnold Schultze                    | deutscher Geographiedidaktiker                                                      | 93    |       |
| 8. September  | Snežana Stameska                   | jugoslawische bzw. nordmazedonische Schauspielerin                                  | 79    |       |
| 7. September  | Weert Börner                       | deutscher Ministerialbeamter                                                        | 94    |       |
| 7. September  | Herbert Fritsche                   | deutscher Historiker                                                                | 90    |       |
| 7. September  | Ilse Huber                         | österreichische Juristin                                                            | 75    |       |
| 7. September  | Klaus Kreiser                      | deutscher Orientalist und Turkologe                                                 | 79    |       |
| 7. September  | Slavo Kukić                        | bosnischer Soziologe und Politiker                                                  | 70    |       |
| 7. September  | Dan Morgenstern                    | US-amerikanischer Jazzhistoriker und -kritiker                                      | 94    |       |
| 7. September  | Hubertus Mynarek                   | deutscher Philosoph, Theologe und Kirchenkritiker                                   | 95    |       |
| 7. September  | Frank Seela                        | deutscher Chemiker                                                                  | 84    |       |
| 7. September  | Heinrich Schmelz                   | österreichischer Politiker                                                          | 94    |       |
| 7. September  | Gabriele Wittek                    | deutsche Neuoffenbarerin                                                            | 90    |       |
| 7. September  | Juozas Žilys                       | litauischer Verfassungsrechtler                                                     | 82    |       |
| 6. September  | Lucine Amara                       | US-amerikanische Opernsängerin                                                      | 99    |       |
| 6. September  | Lorenzo Ceresoli                   | italienischer Bischof                                                               | 93    |       |
| 6. September  | Max Dauphin                        | luxemburgischer Maler                                                               | 47    |       |
| 6. September  | Fritz Feister                      | deutscher Fußballspieler                                                            | 81    |       |
| 6. September  | Paul Goldsmith                     | US-amerikanischer Motorrad- und Automobilrennfahrer                                 | 98    |       |
| 6. September  | Virgil L. Hill Jr.                 | US-amerikanischer Offizier                                                          | 86    |       |
| 6. September  | Rebecca Horn                       | deutsche Bildhauerin, Aktionskünstlerin und Filmemacherin                           | 80    |       |
| 6. September  | Sonia Iovan                        | rumänische Kunstturnerin                                                            | 88    |       |
| 6. September  | Will Jennings                      | US-amerikanischer Songwriter                                                        | 80    |       |
| 6. September  | Joachim Kuntzsch                   | deutscher Komponist, Pianist und Sänger                                             | 79    |       |
| 6. September  | Joseph Marioni                     | US-amerikanischer Maler                                                             | 81    |       |
| 6. September  | Wolfgang Müller                    | deutscher Politiker                                                                 | 88    |       |
| 6. September  | Pim de la Parra                    | surinamesisch-niederländischer Filmemacher                                          | 84    |       |
| 6. September  | Alan Rees                          | britischer Automobilrennfahrer                                                      | 86    |       |
| 6. September  | Gaetano Salvemini                  | italienischer Fußballspieler und -trainer                                           | 82    |       |
| 6. September  | Peter W. Schroeder                 | deutscher Journalist und Autor                                                      | 82    |       |
| 6. September  | Vladas Terleckas                   | litauischer Politiker                                                               | 84    |       |
| 6. September  | Horst Weigang                      | deutscher Fußballspieler                                                            | 83    |       |
| 6. September  | Robert Witke                       | polnischer Skispringer                                                              | 57    |       |
| 6. September  | Ron Yeats                          | schottischer Fußballspieler                                                         | 86    |       |
| 5. September  | Jacques Breuer                     | österreichischer Schauspieler                                                       | 67    |       |
| 5. September  | Carlos Antônio Bettencourt Bueno   | brasilianischer Diplomat                                                            | 90    |       |
| 5. September  | Rebecca Cheptegei                  | ugandische Leichtathletin                                                           | 33    |       |
| 5. September  | Achim Ebert                        | deutscher Sozialarbeiter                                                            | 84    |       |
| 5. September  | Peter Eschberg                     | österreichischer Schauspieler, Regisseur und Intendant                              | 87    |       |
| 5. September  | Herbie Flowers                     | britischer Rockmusiker                                                              | 86    |       |
| 5. September  | Martin France                      | britischer Jazzmusiker                                                              | 60    |       |
| 5. September  | Radha Charan Gupta                 | indischer Mathematikhistoriker                                                      | 89    |       |
| 5. September  | Erich Hillbrand                    | österreichischer Historiker                                                         | 98    |       |
| 5. September  | Hubert Hochbruck                   | deutscher Maschinenbauingenieur und Eisenbahnexperte                                | 93    |       |
| 5. September  | Heinz Körner                       | deutscher Buchautor                                                                 | 77    |       |
| 5. September  | Sérgio Mendes                      | brasilianischer Pianist und Arrangeur                                               | 83    |       |
| 5. September  | Werner Nachtigall                  | deutscher Zoologe                                                                   | 90    |       |
| 5. September  | Maarten van Norden                 | niederländischer Saxophonist und Komponist                                          | 68    |       |
| 5. September  | Rich Homie Quan                    | US-amerikanischer Rapper                                                            | 34    |       |
| 5. September  | Oleksandr Rjesanow                 | sowjetischer Handballspieler und sowjetischer bzw. ukrainischer -trainer            | 75    |       |
| 5. September  | Rinus van Schendelen               | niederländischer Politikwissenschaftler                                             | 80    |       |
| 5. September  | Władysław Słowiński                | polnischer Komponist und Dirigent                                                   | 94    |       |
| 5. September  | Bernd Sobeck                       | deutscher Fußballspieler                                                            | 81    |       |
| 5. September  | Laurent Tirard                     | französischer Drehbuchautor und Filmregisseur                                       | 57    |       |
| 5. September  | Aruna Vasudev                      | indische Filmkritikerin                                                             | 87    |       |
| 4. September  | Luis Ayala                         | chilenischer Tennisspieler                                                          | 91    |       |
| 4. September  | Heinz Börner                       | deutscher Mediziner und Hochschullehrer                                             | 89    |       |
| 4. September  | Bora Đorđević                      | jugoslawischer Rockmusiker                                                          | 71    |       |
| 4. September  | Colin Fournier                     | britischer Architekt                                                                | 79    |       |
| 4. September  | Hermes Ramírez                     | kubanischer Leichtathlet                                                            | 76    |       |
| 4. September  | Volker Sonne                       | deutscher Geologe                                                                   | 94    |       |
| 3. September  | Wladimir Bure                      | sowjetischer Schwimmer                                                              | 73    |       |
| 3. September  | John Allen Clements                | US-amerikanischer Mediziner                                                         | 101   |       |
| 3. September  | Flora Fraser                       | britische Adlige                                                                    | 93    |       |
| 3. September  | Patricia Fresen                    | südafrikanische Theologin                                                           | 83    |       |
| 3. September  | Iwan Garelow                       | bulgarischer Journalist                                                             | 81    |       |
| 3. September  | Guido Carlo Gatti                  | italienischer Basketballspieler                                                     | 86    |       |
| 3. September  | Alberto Jorge                      | argentinischer Fußballspieler                                                       | 74    |       |
| 3. September  | Christiane König                   | deutsche Schauspielerin und Tänzerin                                                | 91    |       |
| 3. September  | Udo Ludwig                         | deutscher Ökonom                                                                    | 81    |       |
| 3. September  | Jürgen Niggemann                   | deutscher Fußballspieler                                                            | 62    |       |
| 3. September  | Horst Skerra                       | deutscher Militär                                                                   | 94    |       |
| 3. September  | Gottfried Teubner                  | deutscher Politiker                                                                 | 79    |       |
| 3. September  | Mike Torode                        | britischer Politiker                                                                | 83    |       |
| 3. September  | Harry Walter                       | deutscher Künstler                                                                  | 70    |       |
| 2. September  | James Darren                       | US-amerikanischer Schauspieler, Regisseur und Sänger                                | 88    |       |
| 2. September  | Rodolfo Hernández                  | kolumbianischer Bauingenieur, Unternehmer und Politiker                             | 79    |       |
| 2. September  | Otto Hofmann                       | deutscher Maler                                                                     | 91    |       |
| 2. September  | T. O. Immisch                      | deutscher Kunsthistoriker, Kurator und Herausgeber                                  | 70    |       |
| 2. September  | H. Jeff Kimble                     | US-amerikanischer Physiker                                                          | 75    |       |
| 2. September  | Wolfdietrich von Kloeden           | deutscher Theologe und Philosoph                                                    | 92    |       |
| 2. September  | Dietrich Kuessner                  | deutscher Theologe und Historiker                                                   | 90    |       |
| 2. September  | Alexander Medwed                   | sowjetischer Ringer und belarussischer Sportfunktionär                              | 86    |       |
| 2. September  | Manuel Montoya Fernández           | spanischer Handballtrainer                                                          | 64    |       |
| 2. September  | Sante Marsili                      | italienischer Wasserballspieler                                                     | 73    |       |
| 2. September  | Raul José Quimpo Martirez          | philippinischer Bischof                                                             | 86    |       |
| 2. September  | Wolfgang Raible                    | deutscher Sprachwissenschaftler                                                     | 85    |       |
| 2. September  | Lena Ruppert                       | deutsche Tennisspielerin                                                            | 25    |       |
| 2. September  | Irina Schabanowa                   | sowjetische bzw. russische Physikerin                                               | 85    |       |
| 2. September  | Manfred Willms                     | deutscher Ökonom                                                                    | 90    |       |
| 1. September  | Denis Browne                       | neuseeländischer Bischof                                                            | 86    |       |
| 1. September  | Linda Deutsch                      | US-amerikanische Journalistin                                                       | 80    |       |
| 1. September  | Jochen Fanghänel                   | deutscher Anatom                                                                    | 85    |       |
| 1. September  | Eric Gilliland                     | US-amerikanischer Drehbuchautor und Produzent                                       | 62    |       |
| 1. September  | Lindsey Ginter                     | US-amerikanischer Schauspieler und Regisseur                                        | 73    |       |
| 1. September  | Georg Himmelheber                  | deutscher Kunsthistoriker                                                           | 95    |       |
| 1. September  | Davor Kajfeš                       | schwedisch-kroatischer Jazzmusiker                                                  | 89    |       |
| 1. September  | Steffen Klumpp                     | deutscher Rechtswissenschaftler                                                     | 52    |       |
| 1. September  | Christine Koschel                  | deutsche Schriftstellerin und Übersetzerin                                          | 88    |       |
| 1. September  | Budimir Lončar                     | jugoslawischer Politiker                                                            | 100   |       |
| 1. September  | Wolfgang Mag                       | deutscher Wirtschaftswissenschaftler                                                | 85    |       |
| 1. September  | George Malanson                    | US-amerikanischer Geograph                                                          | 74    |       |
| 1. September  | Karl-Heinz Russy                   | deutscher Tischtennisspieler                                                        | 87    |       |
| 1. September  | Franz Sauerzopf                    | österreichischer Politiker                                                          | 92    |       |
| 1. September  | Romárico Sotomayor García          | kubanischer Militär                                                                 | 85    |       |
| 1. September  | Keisuke Tsunoda                    | japanischer Tischtennisspieler                                                      | 91    |       |

### Datum unbekannt
| Zeitangabe                           | Name                      | Beruf, bekannt als                                                  | Alter | Beleg |
| ------------------------------------ | ------------------------- | ------------------------------------------------------------------- | ----- | ----- |
| Tod bekannt gegeben am 30. September | Marko Valok               | jugoslawischer Fußballspieler                                       | 97    |       |
| Tod bekannt gegeben am 29. September | Andrea Capone             | italienischer Fußballspieler                                        | 43    |       |
| Tod bekannt gegeben am 29. September | Archie Karas              | griechisch-US-amerikanischer Glücks-, Poker- und Poolbillardspieler | 73    |       |
| Tod bekannt gegeben am 27. September | Gintaras Jasinskas        | litauischer Biathlet                                                | 57    |       |
| Tod bekannt gegeben am 23. September | Giancarlo Crosta          | italienischer Ruderer                                               | 90    |       |
| Tod bekannt gegeben am 23. September | Asım Pars                 | türkisch-bosnischer Basketballspieler                               | 48    |       |
| Tod bekannt gegeben am 23. September | Igor Štuhec               | slowenischer Komponist                                              | 91    |       |
| Tod bekannt gegeben am 18. September | Tawfik Ben Ahmed Chaovali | libanesischer Terrorist                                             | 64    |       |
| Tod bekannt gegeben am 27. September | Steve Dweck               | US-amerikanischer Perkussionist                                     | ≈98   |       |
| Tod bekannt gegeben am 17. September | Kenny Hyslop              | britischer Schlagzeuger                                             | 73    |       |
| Tod bekannt gegeben am 16. September | István Juhász             | ungarischer Fußballspieler                                          | 79    |       |
| Tod bekannt gegeben am 16. September | José Mauro                | brasilianischer Sänger und Komponist                                | 75    |       |
| Tod bekannt gegeben am 13. September | Zbigniew Lew-Starowicz    | polnischer Psychiater, Sexualforscher und Autor                     | 80    |       |
| Tod bekannt gegeben am 12. September | Wilhemine Busch           | österreichische Politikerin                                         | 89    |       |
| Tod bekannt gegeben am 12. September | Christian Butter          | deutscher Maler und Grafiker                                        | 86    |       |
| Tod bekannt gegeben am 12. September | Jouko Jokinen             | finnischer Eisschnellläufer                                         | 87    |       |
| Tod bekannt gegeben am 11. September | Stephen Peat              | kanadischer Eishockeyspieler                                        | 44    |       |
| Tod bekannt gegeben am 9. September  | Cecília Gáspár            | ungarische Fußballspielerin                                         | 39    |       |
| tot aufgefunden am 8. September      | Ana Gervasi               | peruanische Diplomatin und Politikerin                              | 57    |       |
| Tod bekannt gegeben am 8. September  | Hildegard Vogeler         | deutsche Kunsthistorikerin und Museumsleiterin                      | ≈75   |       |
| tot aufgefunden am 4. September      | Jai Evans                 | australischer Schauspieler und Unternehmer                          | 43    |       |
| Tod bekannt gegeben am 3. September  | Mick Cullen               | schottischer Fußballspieler                                         | 93    |       |
| Tod bekannt gegeben am 3. September  | Peter Kubik               | österreichischer Gitarrist                                          | 49    |       |
| Tod bekannt gegeben am 2. September  | Mihály Kupa               | ungarischer Politiker                                               | 83    |       |
| September                            | Gerda Panofsky-Soergel    | deutsch-US-amerikanische Kunsthistorikerin                          | 95    |       |